# David Talbot Rice
David Talbot Rice (ur. 11 czerwca 1903, zm. 12 marca 1972) – brytyjski historyk sztuki, bizantynolog.

## Życiorys
Był absolwentem Christ Church w Oxfordzie. W czasie II wojny światowej był szefem sekcji Bliskiego Wschodu Brytyjskiego Wywiadu Wojskowego. Od 1952 do 1954 roku prowadził wykopaliska w Wielkim Pałacu Cesarskim w Stambule w Turcji. Był uznanym badaczem dziejów sztuki bizantyńskiej.

## Wybrane publikacje
- The Birth of Western Painting: a History of Colour, Form, and Iconography Illustrated from the Paintings of Mistra and Mount Athos, of Giotto and Duccio, and of El Greco, London: Routledge 1930.
- Byzantine Art, Oxford: Clarendon Press 1935.
- Byzantine Painting at Trebizond, London: Allen & Unwin 1936.
- Russian Icons, London: Penguin Books 1947.
- English Art, 871-1100, Oxford: Clarendon Press 1952.
- The Beginnings of Christian Art, London: Hodder and Stoughton 1957.
- The Art of Byzantium, London: Thames and Hudson 1959.
- Byzantine Icons, London: Faber and Faber 1959.
- Constantinople: Byzantium - Istanbul, London: Elek Books 1965.
- Dark Ages: the Making of European Civilization, London, Thames and Hudson 1965.
- Byzantine Painting: the Last Phase, New York: Dial Press 1968.
- Icons and their Dating: a Comprehensive Study of their Chronology and Provenance, London: Thames and Hudson 1974.